# Насосная станция (Каргат)
Насосная станция — комплекс сооружений, расположенный в городе Каргат Новосибирской области. Включает в себя главное здание, водонапорную башню и дымовую трубу. Построен в 1912 году. Памятник архитектуры регионального значения.

## Описание
Комплекс насосной станции находится на территории станции Каргат. Сооружён в 1912 году по типовому проекту, созданному для Западно-Сибирского отрезка Великой Сибирской железной дороги.
Южный фасад комплекса обращён к реке Каргат, из которой в бак водонапорной башни поступала вода. Северный фасад ориентирован на железную дорогу.
Дистанция между насосной станцией и дымовой трубой — 6,4 м.
Выполненные из красного кирпича машинное отделение, дымовая труба и водонапорная башня образуют ансамбль, композиционно доминирующий над остальной застройкой железнодорожной станции.

### Главное здание
Два одноэтажных объёма разной высоты составляют здание насосной станции, к которому с юга примыкает водонапорная башня.
Объемы главного здания построены в разные периоды, на что указывают материал стен и стилистические особенности. Северный прямоугольный объём возведён в 1912 году, южный — в 1930-е годы.
При строительстве северной части машинного отделения использовались кирпичи размером 260 × 135 × 70 мм и 270 × 130 × 65 мм, в более поздней части машинного отделения и в переходе в башню — 255 × 120 × 75 мм.
Две части главного здания насосной станции покрывают двускатные стропильные крыши. Объём главного здания с западного и восточного фасадов завершают щипцы прямолинейного ломанного абриса. На восточном фасаде размещены два мощных прямоугольных выступа со срезанными углами, на которые раньше опирались вертикальные насосы. Со стороны западного фасада северной части отделения находятся ворота с остеклённой верхней частью проёма. В проёме ворот и двух высоких окон северного фасада присутствуют перемычки из клинчатого кирпича. У средней (более поздней) части здания восточный фасад с одним оконным проёмом, западный — с дверным и оконным проёмами с лучковым завершением.
Кирпичные стены декорированы просто и лаконично. Тектонику стен подчёркивают лопатки по углам, горизонтальные карнизные тяги из лекального кирпича, перемычки оконных проёмов из клинчатого кирпича, тяги на уровне окон.
Размер главного здания в плане составляет 11,0 × 23,0 м.

### Водонапорная башня
Водонапорная башня в плане — это квадрат со срезанными углами. Она состоит из двух ярусов: нижнего кирпичного и верхнего бревенчатого, обшитого досками.
При строительстве башни, как и северной части машинного отделения, были использованы кирпичи в 260 × 135 × 70 мм и 270 × 130 × 65 мм.
Толщина стен составляет 120 см. На восточном и западном фасадах первого яруса башни размещены вертикальные окна с арочным завершением и обрамлением в виде архивольтов из клинчатого кирпича. С северного фасада в верхней части кирпичного яруса находится опирающийся на консоли выступ, в котором расположен оконный проём с круглым очертанием. У стен южного, восточного и западного фасадов консульные выступы поддерживаются кронштейнами из формованного кирпича.
Восьмигранный в плане верхний деревянный ярус представляет из себя сделанный из окантованных брёвен (диаметром в 25 см) сруб с обшитыми вертикальными досками углами. Верхний ярус освещают два ряда ориентированных по сторонам света окон.
Невысокую шатровую крышу с металлической кровлей венчает светоаэрационный фонарь, кровля которого также состоит из металла. На северо-западном фасаде водонапорной башни размещён нивелировочный знак Омского военно-топографического отдела. Полы сделаны из бетона, кирпичные стены внутри сооружения оштукатуренные и побелённые. Сруб с внутренней стороны не обшит.
Прикреплённая к внутренней грани стены с дощатыми проступями лестница из металла идёт на верхний ярус, где находится клёпанный металлический бак.

### Дымовая труба
Со стороны восточного фасада находится дымовая труба, представляющая собой в плане правильный восьмиугольник. Её цоколь состоит из гранитных блоков. Наклонные грани верхней и наиболее высокой части трубы сужаются кверху. Трубу завершают профилированный фриз и ступенчатый карниз.